# Sorbus pteridophylla
Sorbus pteridophylla är en rosväxtart som beskrevs av Hand.-mazz.. Sorbus pteridophylla ingår i släktet oxlar, och familjen rosväxter. Utöver nominatformen finns också underarten S. p. tephroclada.